# Linda Amantova
Linda Amantova vagy művésznevén Anmary (Riga, 1980. március 3. –) lett énekesnő. Részt vett a Talantu Fabrika 2 című műsorban, és második helyezést érte el, valamint a 2012-es Eurovíziós Dalfesztiválon Lettország színeiben színpadra áll Bakuban a 'Beautiful Song című dalával.

## Diszkográfia
Kislemezek
- Beautiful Song (2012)
- Sari Gelin (2013)

## Fordítás
- Ez a szócikk részben vagy egészben  az   Anmary című angol Wikipédia-szócikk fordításán alapul.  Az eredeti cikk szerkesztőit annak laptörténete sorolja fel. Ez a jelzés csupán a megfogalmazás eredetét és a szerzői jogokat jelzi, nem szolgál a cikkben szereplő információk forrásmegjelöléseként.